# Řízení kariéry
Každý člověk by měl být sám schopen si svou kariéru řídit, plánovat, zodpovědně se rozhodovat a evaluovat dílčí kroky své kariéry.
K řízení vlastní kariéry jsou potřeba takzvané dovednosti řízení kariéry (z anglického-career management skills). Je to soubor dovedností, který má podpořit mladé lidi, aby se stali plnohodnotnými a samostatnými občany se schopností vyrovnávat se změnami, které přináší dnešní doba. Dovednosti řízení kariéry odkazují na celou řadu kompetencí, které poskytují strukturovaný způsob pro jednotlivce i skupiny shromažďovat, analyzovat, syntetizovat a organizovat si vlastní vzdělávací a profesní dráhu, stejně jako být zodpovědný za svá rozhodnutí a z nich vyplývající změny. 
Dovednosti řízení kariéry pokrývají obvykle tři oblasti, kterými jsou

### Osobnostní a sociální rozvoj
Tato oblast znamená řídit sebe sama a to ve smyslu vytváření a udržování pozitivního self-konceptu. Osobnostní rozvoj je v dnešní době pojímán komplexně, a to od narození až po smrt a je tímto úzce propojen s celoživotním učením. Osobnostní rozvoj lze chápat rovněž jako smysluplné využití či trávení volného času člověka. Sociální rozvoj závisí na budování kladných sociálních vztahů. Tento rozvoj stejně jako osobnostní probíhá od narození až po smrt.

### Celoživotní učení
Celoživotní učení pojímá veškeré studium během celého života člověka. Zahrnuje osvojování znalostí, vědomostí, schopností či dovedností. Nesoustřeďuje se pouze na formální vzdělávací dráhu, ale vystupuje i mimo ni. Díky celoživotnímu učení můžeme rozvíjet neformální či informální učení ve svém životě. V návaznosti na dovednosti řízení kariéry má celoživotní učení svůj smysl v tom, že člověku otevírá možnosti hledání pracovních příležitostí, participace na učení, které podporuje kariérové cíle, v rámci celoživotního učení se člověk učí pracovat s informacemi, které získává od svého okolí ad.

### Budování kariéry
Kariérový rozvoj je komplexní celoživotní proces zahrnující psychologické, sociologické, ekonomické a kulturní faktory, které souhrnně formují kariéru jedince, což dokládá, že kariérový rozvoj není pouze o volbě profese. Primárně jde o budování kariéry, které zahrnuje kariérová rozhodnutí, udržování zaměstnatelnosti, udržovat vyrovnanost mezi životními rolemi, angažovat se zodpovídat za svou kariéru.

## Kariérové vzdělávání
Kariérové vzdělávání je chápáno třemi způsoby:
- Kariérové vzdělávání jako oblast služeb kariérového poradenství (obvykle spojená se školním prostředím)
- Kariérové vzdělávání jako součást kurikula (vzdělávací obsah) v rámci formálního vzdělávání
- Kariérové vzdělávání jako proces získávání dovedností řízení kariéry (zejména u dospělých)

### Kariérové vzdělávání jako proces získávání dovedností řízení kariéry
Dovednosti řízení kariéry představují  výstupy (efekty), ke  kterým mají směřovat služby kariérového poradenství, tedy i kariérové vzdělávání. 

#### Kariérové vzdělávání jako proces podpory- MODEL D.O.T.S.
- D (dovednosti rozhodování-decision-making)

Důležité je uvědomit si očekávání, nároky a tlak, které souvisí s rozhodováním.
- O (uvědomování si a využívání příležitostí-opportunity awareness)

Cílem je uvědomit si existující příležitosti v rámci struktury světa práce. S tímto zároveň souvisí i vzdělávání  v oblasti volnočasových aktivit, v rámci rodiny či komunity.
- T (zvládání transitních období-transition learning)

Výstupem kariérového vzdělávání je naučit se zvládat náročné období tranzice, rozvíjet schopnosti zvládat nové situace, V této oblasti je důležitý rozvoj komunikačních a interpersonálních schopností.
- S (sebeuvědomování-self awareness)

Jde o rozvíjení sebeuvědomění zaměřeného na silné stránky jednotlivce.

#### Kariérové učení jako proces důležitý pro řízení vlastní kariéry- MODEL Se-Si-F-U
- Se (sensing) – získávání dojmů, pocitů

Jde o sběr informací a získávání povědomí o tom, jak se věci jeví. 
- Si (sifting) – prozkoumávání

V této fázi člověk porovnává, rozlišuje, třídí a vytváří si vlastní verze. 
- F (focusing) – zaměřování se na podstatné

Člověk si uvědomuje vlastní náhled na věc a subjektivní prožívání situace. 
- U (understanding)– porozumění

Rozvíjí se kritické myšlení člověka.